# Inghilda Tapio
Inger Gunhild Maria (Inghilda) Tapio, född Valkeapää 1 februari 1946 i Karesuando församling i Sverige, är en samisk författare, översättare, konstnär och skådespelare.

## Biografi
Inghilda Tapio växte upp i en samisk renskötarefamilj i en sita som var del av Könkämä sameby. Hon studerade svenska, samiska, engelska och pedagogik vid Umeå universitet. Senare gick hon också på konstlinje vid Sunderby folkhögskola och studerade dramaturgi i Enare i Finland. Hon arbetade som lärare och var skådespelare både i Teatergruppen Dálvadis och i Giron Sámi Teáhter i Kiruna. Samtidigt ägnade hon sig åt skrivandet, tecknandet och målandet. År 1979 debuterade hon med boken Mu lundo sámi luondu. År 1995 fick hon Samerådets litteraturpris för diktsamlingen Ii fal dan dihte (nordsamiska; svenska "Inte bara därför"). 
Hon lever och arbetar i sin nordsvenska födelseort Karesuando. Ett porträtt av Inghilda Tapio tecknas i en dokumentärfilm av den australiska regissören Janet Merewether från 2016. Inghilda Tapio skriver på nordsamiska och svenska, men flera av hennes barnböcker blev översatt till andra samiska språk och dikter av henne kom också ut på engelska, spanska och tyska.